# Байкал (Иркутская область)
Байка́л — посёлок (в 1948—2014 годах — посёлок городского типа) в Слюдянском районе Иркутской области России. Образует Портбайкальское муниципальное образование.

## География
Расположен на берегу озера Байкал у истока реки Ангары (левый берег), в 60 км к юго-востоку от Иркутска и в 94 км от районного центра — города Слюдянки. Среди жителей Прибайкалья посёлок чаще называется Порт-Байкал. Строения посёлка расположены на узкой полосе берега озера вдоль линии Кругобайкальской железной дороги (КБЖД) и внутри четырёх распадков. Самый большой и разветвлённый называется «Баранчик» , другой, узкий и длинный, именуется «Щелка». Ещё два, с расположенными в них дачными участками, выходят на берег Ангары.

## История

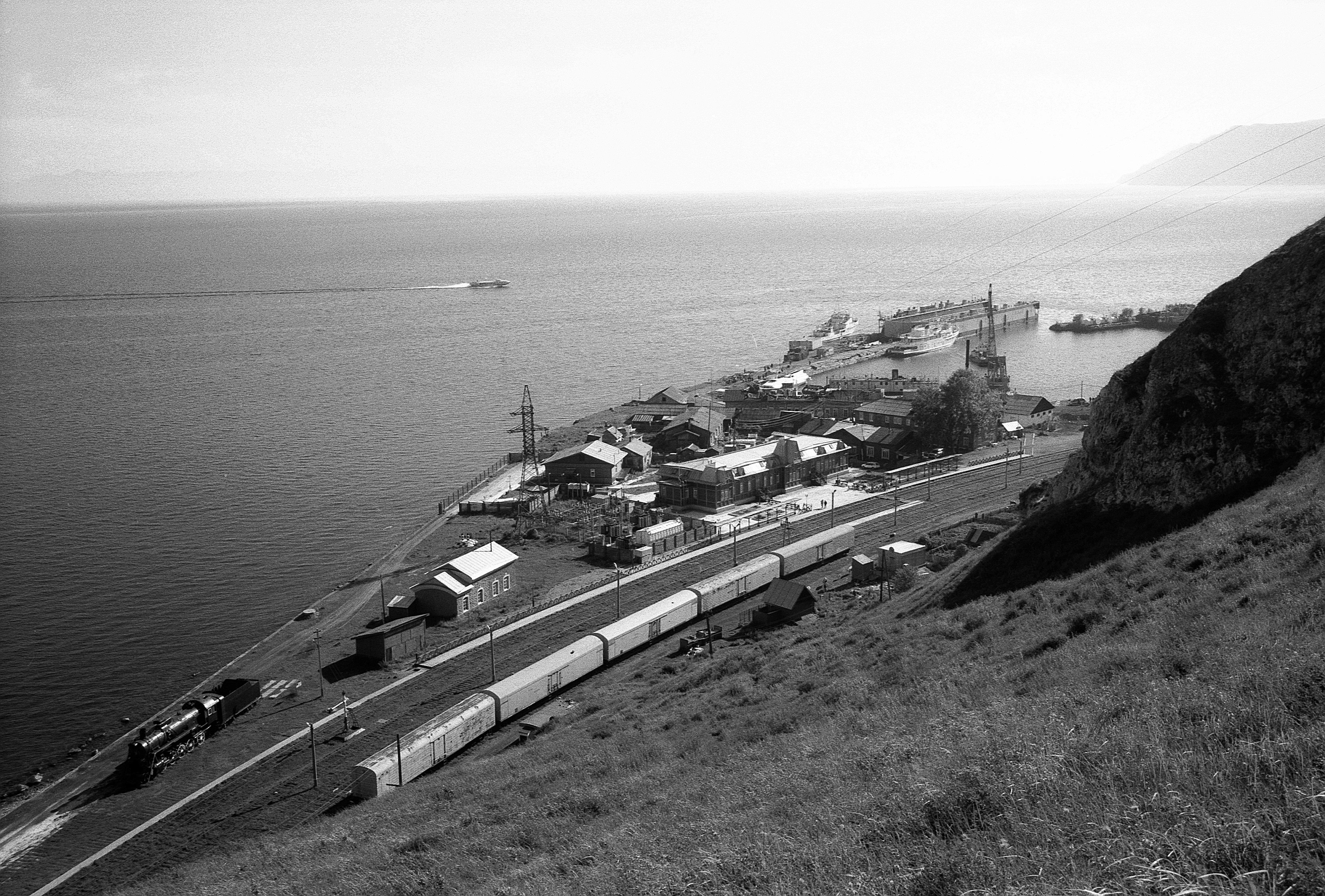
Станция Байкал и пристань с высоты птичьего полёта (2010 год)

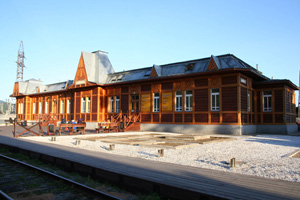
Вокзал станции Байкал

Основан в 1897 году в связи со строительством западного участка КБЖД.
Статус посёлка городского типа с 1948 года.
14 января 2014 преобразован в посёлок сельского типа

## Население
| 1959 | 1970 | 1979 | 1989 | 2002 | 2009 | 2010 |
| ---- | ---- | ---- | ---- | ---- | ---- | ---- |
| 1256 | ↘885 | ↘738 | ↘613 | ↘504 | ↘405 | ↗425 |
| 2011 | 2012 | 2013 | 2014 | 2015 | 2016 | 2017 |
| ↘424 | ↗425 | ↗427 | ↗428 | ↘413 | ↘402 | ↘400 |

## Транспорт
Транспортный узел с железнодорожной станцией Байкал (конечный пункт КБЖД) и портом Байкал. Автомобильный паром через Ангару до Листвянки.

## Инфраструктура
Основная общеобразовательная школа, Дом культуры, фельдшерско-акушерский пункт.

## Экономика
Судоремонт. Железнодорожная станция. Завод по розливу байкальской воды. Подсобные хозяйства. Туризм — в посёлке ряд гостевых комплексов и турбаз.

## Достопримечательности
Устьянский маяк — один из самых старых существующих маяков Иркутской области, построенный английской фирмой в 1901 году.